# Pär Lindblom
För andra betydelser, se Pär Lindblom (olika betydelser).
Pär Ingvar Lindblom, född 13 maj 1953 i Köping, är en svensk sångare, låtskrivare, skådespelare, tecknare och författare.

## Biografi
Lindblom växte upp i Hedemora och i Sandviken, där han var skolkamrat med Tomas Ledin. Han skivdebuterade 1973 med musikalbumet I grönsakslandet, utgivet på Ledins dåvarande skivbolag RCA Victor (YSPL 1-521), på vilket han, förutom Ledin, uppbackades av Stefan Brolund, Ola Brunkert, Björn J:son Lindh, Nils-Erik Sandell och Janne Schaffer. Lindblom kom att kallas "Sveriges förste popnaivist" och framträdde samma år i TV-programmet Opopoppa. År 1975 kom hans andra musikalbum, Ofta är det måndagsmorgon sällan lördagskväll (Four Leaf Clover Records, FLC 5002). Han medverkade även på Mora Träsks första musikalbum (1974) och var medlem av Thomas Di Levas första band Pillisnorks (1980). Han spelade också i Per Forsgrens punkband Utrikes affärer. Senare utgav Lindblom CD-singlarna Falla i farstun (1994) och Tårar på kudden (1995).
Lindblom har också varit verksam som skådespelare på bland annat Fria Proteatern och Oktoberteatern. Han är även känd som "Lotto-Åke" efter att 1998 ha medverkat i en uppmärksammad reklamfilm för Lotto. År 1998 debuterade han som barnboksförfattare med AnnaMia och önskedrömmen, illustrerad av honom själv, vilken följts av en rad andra barnböcker.

## Teater

### Roller
| År   | Roll | Produktion                                              | Regi            | Teater      |
| ---- | ---- | ------------------------------------------------------- | --------------- | ----------- |
| 1986 |      | Spökhotellet (L'Hôtel du libre-échange) Georges Feydeau | Pierre Fränckel | Riksteatern |